# 愛，上了癮
《愛，上了癮》（英語：Chasing Amy）是一部於1997年上映的美國浪漫喜劇片，由凱文·史密斯執導、編劇和剪輯。本片為View Askew宇宙的第三部電影。劇情敘述一名男漫畫家去愛上了一名已出櫃的女同性戀，使得自己與好友和女友間陷入兩難。電影主演包括班·艾佛列克、裘伊·羅倫·亞當斯和傑森·李。
本片最初的靈感來自凱文·史密斯的朋友的在早期電影中一短片段，即是《我女朋友的女朋友》（1994年）和當中的女同性戀角色吉尼維爾·透納。在史密斯與裘伊·羅倫·亞當斯交往時，他所寫的劇本就是由她而啟發。
《愛，上了癮》於1997年4月4日在美國上映，並於1998年贏得兩項獨立精神獎（史密斯的最佳劇本與李的最佳男配角），以及讓主演亞當斯提名了金球獎。

## 劇情
故事敘述霍登·麥尼爾與班奇·艾德華是對好友也是暢銷漫畫《直率人與慢性人》的合作畫家。在兩人的事業蓬勃發展之際，霍登從朋友霍伯那認識了一位名為艾莉莎；霍登對她一見鍾情，但未料艾莉莎竟是名已出櫃的女同性戀。
儘管霍登成功說服艾莉莎接受他的感情，但兩人對於愛情有著不同經歷，這使得兩人爭吵不休，加上班奇認為霍登會影響兩人的漫畫事業而感到不滿。為此，霍登對自己複雜的人際關係而感到憂鬱和煩躁，究竟他該如何化解這一切的紛爭呢？

## 演員
- 班·艾佛列克 飾 霍登·麥尼爾（Holden McNeil）
- 裘伊·羅倫·亞當斯 飾 艾莉莎·瓊斯（Alyssa Jones）
- 傑森·李 飾 班奇·艾德華（英语：List of View Askewniverse characters）（Banky Edwards）
- 德懷特·尤厄爾（英语：Dwight Ewell） 飾 霍伯·X（Hooper X）
- 傑森·繆斯 飾 傑（Jay）
- 凱文·史密斯 飾 沉默鮑勃（Silent Bob）
- 伊森·索普 飾 粉絲
- 卡門·李維琳（英语：Carmen Llywelyn） 飾 金（Kim）
- 布萊恩·歐哈隆 飾 吉姆·希克斯（Jim Hicks）
- 麥特·戴蒙 飾 西恩·歐蘭（Shawn Oran）
- 史考特·摩西爾（英语：Scott Mosier） 飾 收藏家
- 凱西·艾佛列克 飾 少年
- 吉尼維爾·透納（英语：Guinevere Turner） 飾 歌手
- 喬·克薩達（英语：Joe Quesada） 飾 他自己（未掛名）

## 反響

### 評價
《愛，上了癮》獲得了影評人和觀眾的正面好評。爛番茄根據83篇專業影評，持有88%的新鮮度，平均得分7.4／10。Metacritic則獲得71分，正評居多。多數影評稱讚電影中的角色性向與性愛是原始且敏感，加上編導凱文·史密斯的幽默安排使電影更有層次。
據CinemaScore調查，觀眾的反應在A+到F間落在「A」。

### 票房
電影在僅以25萬美元的預算下，在戲院共獲得了超過1200萬美元的票房。
《愛，上了癮》在美國首映週末獲得了5萬2446美元的票房，位居當週票房排名第三。在接下來的一週，電影在二十二間戲院中獲得了30萬2406美元的票房。

## 榮譽
電影於2002年獲得了排入AFI百年百大愛情電影的提名。
| 獎項                 | 日期           | 類別                       | 獲獎獲提名者                  | 結果 |
| -------------------- | -------------- | -------------------------- | ----------------------------- | ---- |
| 英國獨立電影獎       | 1998年10月29日 | 最佳外國獨立電影           | 《愛，上了癮》                | 提名 |
| 芝加哥影評人協會     | 1998年3月1日   | 最有前途的女演員           | 裘伊·羅倫·亞當斯              | 獲獎 |
| 金球獎               | 1998年1月18日  | 最佳音樂及喜劇類電影女主角 | 裘伊·羅倫·亞當斯              | 提名 |
| 獨立精神獎           | 1998年3月21日  | 最佳影片                   | 《愛，上了癮》                | 提名 |
| 獨立精神獎           | 1998年3月21日  | 最佳劇本                   | 凱文·史密斯                   | 獲獎 |
| 獨立精神獎           | 1998年3月21日  | 最佳男配角                 | 傑森·李                       | 獲獎 |
| 拉斯維加斯影評人協會 | 1998年1月      | 最有前途的女演員           | 裘伊·羅倫·亞當斯              | 獲獎 |
| 洛杉磯影評人協會     | 1996年1月15日  | 最佳劇本                   | 凱文·史密斯                   | 提名 |
| MTV電影大獎          | 1998年5月30日  | 最佳突破演出               | 裘伊·羅倫·亞當斯              | 提名 |
| MTV電影大獎          | 1998年5月30日  | 最佳接吻                   | 裘伊·羅倫·亞當斯與卡門·李維琳 | 提名 |
| 國家電影評論協會獎   | 1998年12月8日  | 電影製作卓越特別表彰       | 《愛，上了癮》                | 獲獎 |

## 文化參考
《愛，上了癮》的漫畫式開頭畫面是延續了《耍酷一族》的開頭畫面風格。在片中，有一段是角色在相互展示和分享自己的「性傷疤」，該橋段是參考自史蒂芬·史匹柏的1975年電影《大白鯊》中昆特和霍伯分享著自己的傷疤和遭遇鯊魚的經歷。

## 外部連結
- 官方网站
- 互联网电影数据库（IMDb）上《愛，上了癮》的资料（英文）
- TCM电影资料库上《愛，上了癮》的资料（英文）
- AllMovie上《愛，上了癮》的资料（英文）
- Box Office Mojo上《愛，上了癮》的資料（英文）
- 豆瓣电影上《愛，上了癮》的資料 （简体中文）
- 爛番茄上《愛，上了癮》的資料（英文）
- Metacritic上《愛，上了癮》的資料（英文）
- Chasing Amy （页面存档备份，存于）的标准收藏頁面
- DailyScript.com （页面存档备份，存于） – The Chasing Amy screenplay